# Товарищ Ганс Баймлер
«Товарищ Ганс Баймлер» (нем. Hans Beimler, Kamerad) — 4-серийный телефильм ГДР, впервые показан 31 августа 1969 года на канале DFF.
Фильм-биография о Гансе Баймлере — немецком коммунисте, антифашисте, участнике Гражданской войны в Испании.

## Сюжет
Ганс Баймлер, сын крестьянина, в 1919 году стал одним из основателей Коммунистической партии Германии. В 1932—1933 годах был депутатом Рейхстага от коммунистов. После прихода к власти фашистов работал нелегально, в апреле 1933 года был арестован и отправлен в концлагерь Дахау. В мае 1933 года ему удалось бежать через Чехословакию в Испанию. С началом войны Испании в августе 1936 года принял участие в создании Интернациональных бригад, работая политкомиссаром всех немецких батальонов. 1 декабря 1936 года погиб от выстрела снайпера франко-фашистов.

## В ролях
- Хорст Шульце — Ганс Баймлер
- Вера Пайнтнер — Цента Баймлер
- Михвэль Зим — Ханси Баймлер
- Юрген Фрорип — Рихард
- Эцард Хаусман — Вальтер
- Эрик Кляйн — Вилли Хорн
- Хельмут Шрайбер — Лоренц
- Норберт Кристиан — пастор
- Петер Зиндерманн — Питер Бахман
- Рудольф Ульрих — Хеншель
- Ханньо Хассе — Хеллман
- Курт Мюллер-Райцнер — Лангханс
- Герд Михаэль Хеннеберг — Вагнер
- Вольфганг Грезе — обергруппенфюрер СС
- Хорст Химер — Эрих Ковальски
- Карл Эгштайн — Отто Фишль
- Зигрид Гёлер — Тея Винклер
- Герхард Бинерт — герр Денглер
- Матильда Данеггер — фрау Денглер
- Гела Гётце — Рози Баймлер
- Иоганнес Курт — Лейдауэр
- Иоахим Томашевски — Иоахим Либерт
- Герберт Кёфер — Хорст Урбанек
- Йохен Томас — Зепп Гётц
- Клаус-Петер Тиле — Пауль Куглер
- Харальд Вармбрунн — Фриц Дресслер
- Рольф Риппергер — Рональд Бейкер
- Герри Вольф — Лео
- Эрнст-Георг Швилль — Юпп
- Эрнст Буш — товарищ Ганса Баймлера, певец

## Премия
В 1969 году Национальной премии ГДР 1-го класса в области искусства и литературы удостоен коллектив телефильма: Руди Курц, Венцель Реннер, Хорст Шульце, Вальтер Юпе, Хорст Хардт.